# Raydibaum
Raydibaum és un grup que neix a Barcelona l'any 2000 quan Daniel Foz (baix) i Ricard Monné (bateria) abandonen la banda Fromheadtotoe i formen un nou projecte junt a Valen Nieto (guitarra i veu) i Pep Rius (guitarra).
A començaments de 2004 graven 5 temes amb els quals editen un EP titulat Grided Elephant. Aquest EP es completa amb un videoclip d'animació del tema Galactic Breadbear, que rep unes excel·lents crítiques. El 2004, la banda va realitzar molts concerts entre els quals destaca fer de teloners dels suecs Last Days of April a la sala Razz3 de Barcelona. Durant el 2005 barregen la gravació del seu nou treball amb una mini-gira que acaba a Barcelona obrint un concert dels noruecs Lukestar. L'11 d'octubre de 2005, Raydibaum edita The Biggest Box, el seu primer disc amb Aloud Music.
Després d'aquests dos discos van provar de cantar en català amb una versió d'Adrià Puntí, el Viatge d'un savi vilatrista cap enlloc. Des d'aquest moment els seus discos seran en català. L'1 de gener de 2008 va sortir el seu darrer disc Manual de gènere catastròfic. Posteriorment, el 2008, van gravar Per fi potser demà. El 2014 van fer Estructures sota terra, el seu cinquè disc, finançat mitjançant micromecenatge a Verkami amb cançons que demostren una inquietud musical cap a l'experimentació més fosca i rockera.

## Discografia
- Grided Elephant (EP; Cydonia, 2004)
- The Biggest Box (Aloud Music, 2006)
- Manual de gènere catastròfic (RGB Suports, 2008)
- Per fi potser demà (RGB Suports, 2011)